# Virivka, Novohrad-Volînskîi
Virivka (în ucraineană Вірівка) este un sat în comuna Mala Țvilea din raionul Novohrad-Volînskîi, regiunea Jîtomîr, Ucraina.

## Demografie
Componența lingvistică a localității Virivka
     Ucraineană (100%)
Conform recensământului din 2001, toată populația localității Virivka era vorbitoare de ucraineană (100%).